# Magnus Norman
Magnus Norman (Filipstad, 30 mei 1976) is een Zweeds voormalig tennisser.
Norman behaalde in zijn carrière de tweede positie op de wereldranglijst (2000) en twaalf ATP-titels (waaronder één ATP Masters Seriestitel). Norman stond vooral bekend door zijn ontwikkelde bewegingsvermogen.
In 2000 deed Norman namens Zweden mee aan de Olympische Zomerspelen 2000 in Sydney, waar hij de derde ronde bereikte. In dat jaar was Norman ook verliezend finalist op Roland Garros, waarin hij in vier sets verloor van de Braziliaan Gustavo Kuerten.
Norman stopte met professioneel tennis na verschillende knie- en heupblessures, dit maakte hij bekend tijdens een persconferentie op het ATP-toernooi van Stockholm in 2004.
In 2015 was Magnus Norman coach van Stan Wawrinka, die Roland Garros in 2015 op zijn naam schreef.

## Palmares
| Legenda                       | Legenda               |
| ----------------------------- | --------------------- |
| Grand Slam                    |                       |
| Olympische Spelen             |                       |
| tot 2009                      | vanaf 2009            |
| Tennis Masters Cup            | ATP Finals            |
| ATP Masters Series            | ATP Tour Masters 1000 |
| ATP International Series Gold | ATP Tour 500          |
| ATP International Series      | ATP Tour 250          |

### Enkelspel
| Nr.              | Datum            | Toernooi        | Ondergrond | Tegenstander in finale | Score                         | Details |
| ---------------- | ---------------- | --------------- | ---------- | ---------------------- | ----------------------------- | ------- |
| Gewonnen finales |                  |                 |            |                        |                               |         |
| 1.               | 13 juli 1997     | Båstad          | Gravel     | Juan Antonio Marín     | 7-5, 6-2                      | Details |
| 2.               | 9 augustus 1998  | Amsterdam       | Gravel     | Richard Fromberg       | 6-3, 6-3, 2-6, 6-4            | Details |
| 3.               | 25 april 1999    | Orlando         | Gravel     | Guillermo Cañas        | 6-0, 6-3                      | Details |
| 4.               | 25 juli 1999     | Stuttgart       | Gravel     | Tommy Haas             | 6-7(6), 4-6, 7-6(7), 6-0, 6-3 | Details |
| 5.               | 1 augustus 1999  | Umag            | Gravel     | Jeff Tarango           | 6-2, 6-4                      | Details |
| 6.               | 29 augustus 1999 | Long Island     | Hardcourt  | Àlex Corretja          | 7-6(4), 4-6, 6-3              | Details |
| 7.               | 10 oktober 1999  | Shanghai        | Hardcourt  | Marcelo Ríos           | 2-6, 6-3, 7-5                 | Details |
| 8.               | 16 januari 2000  | Auckland        | Hardcourt  | Michael Chang          | 3-6, 6-3, 7-5                 | Details |
| 9.               | 14 mei 2000      | Rome            | Gravel     | Gustavo Kuerten        | 6-3, 4-6, 6-4, 6-4            | Details |
| 10.              | 16 juli 2000     | Båstad (2)      | Gravel     | Andreas Vinciguerra    | 6-1, 7-6(6)                   | Details |
| 11.              | 27 augustus 2000 | Long Island (2) | Hardcourt  | Thomas Enqvist         | 6-3, 5-7, 7-5                 | Details |
| 12.              | 22 oktober 2000  | Shanghai (2)    | Hardcourt  | Sjeng Schalken         | 6-4, 4-6, 6-3                 | Details |
| Verloren finales |                  |                 |            |                        |                               |         |
| 1.               | 19 oktober 1997  | ATP Ostrava     | Tapijt (i) | Karol Kučera           | 2-6, opgave                   | Details |
| 2.               | 27 juli 1998     | ATP Umag        | Gravel     | Bohdan Ulihrach        | 3-6, 6-7(0)                   | Details |
| 3.               | 11 juni 2000     | Roland Garros   | Gravel     | Gustavo Kuerten        | 2-6, 3-6, 6-2, 6-7(6)         | Details |
| 4.               | 14 januari 2001  | ATP Sydney      | Hardcourt  | Lleyton Hewitt         | 4-6, 1-6                      | Details |
| 5.               | 11 maart 2001    | ATP Scottsdale  | Hardcourt  | Francisco Clavet       | 4-6, 2-6                      | Details |
| 6.               | 6 oktober 2002   | ATP Tokio       | Hardcourt  | Kenneth Carlsen        | 6-7(6), 3-6                   | Details |

## Prestatietabel
| Legenda | Legenda                          |
| ------- | -------------------------------- |
| g.t.    | geen toernooi gehouden           |
| l.c.    | lagere categorie                 |
| –       | niet deelgenomen                 |
| G       | uitgeschakeld in de groepsfase   |
| 1R      | uitgeschakeld in de eerste ronde |
| 2R      | uitgeschakeld in de tweede ronde |
| 3R      | uitgeschakeld in de derde ronde  |
| 4R      | uitgeschakeld in de vierde ronde |
| KF      | uitgeschakeld in de kwartfinale  |
| HF      | uitgeschakeld in de halve finale |
| F       | de finale verloren               |
| W       | het toernooi gewonnen            |
| w-v     | winst/verlies-balans             |

### Prestatietabel grand slam, enkelspel
| Toernooi        | 1996 | 1997 | 1998 | 1999 | 2000 | 2001 | 2002 | 2003 |
| --------------- | ---- | ---- | ---- | ---- | ---- | ---- | ---- | ---- |
| Australian Open | 1R   | 1R   | 1R   | 2R   | HF   | 4R   | –    | –    |
| Roland Garros   | 2R   | KF   | 2R   | 1R   | F    | 1R   | 1R   | 1R   |
| Wimbledon       | –    | 3R   | 1R   | 3R   | 2R   | –    | –    | –    |
| US Open         | –    | 2R   | 2R   | 4R   | 4R   | –    | 1R   | 1R   |

### Prestatietabel grand slam, dubbelspel
Norman speelde op een grand slam nooit in het dubbelspel.